# Fred Perrin
Fred Perrin (* 5. November 1932 in Neuenburg; † 7. Februar 2022 in Val-de-Ruz) war ein Schweizer Bildhauer und Plastiker.

## Leben und Werk
Fred Perrin liess sich von 1948 bis 1952 an der Kunstgewerbeschule in La Chaux-de-Fonds zum Bildhauer ausbilden. Von 1955 bis 1956 besuchte er an der Accademia di Brera Kurse bei Marino Marini.
Perrin begann ab 1960 in einer Gruppenausstellung in La Chaux-de-Fonds im Rahmen der „Biennale des Amis des Arts“ auszustellen. 1965 und 1967 erhielt er ein Kiefer-Hablitzel Stipendium. 1968 folgte der Museumspreis von La Chaux-de-Fonds, 1969 ein Eidgenössisches Kunststipendium sowie 1969 eine Auszeichnung vom Schweizerischen Instituts in Rom, wo er in der Folge ein Jahr verbrachte.
Fred Perrin hielt sich ab 1970 regelmässig in Versilia auf und nahm im Raum Apuan-Versilia an verschiedenen Ausstellungen teil. Seine Werke stellte er auch in zahlreichen Gruppenausstellungen in der Schweiz aus. Zudem sind seine Werke im öffentlichen Raum von La Chaux-de-Fonds, Neuenburg und Moutier vertreten.  